# Домінґа Веласко
Домінґа Веласко (англ. Dominga Velasco, до шлюбу Лоера; 12 травня 1901, Ягуаліка де Ґонсалес Ґалло, Халіско, Мексика — 11 жовтня 2015, Окленд, Каліфорнія, США) — американська довгожителька та громадська діячка. Повністю верифікована мексикансько-американська супердовгожителька, вік якої було підтверджено Групою геронтологічних досліджень (GRG). Входила у список 100 найстаріших людей у світовій історії. Станом на 2021 рік Домінґа Веласко є найстарішою повністю верифікованою людиною в історії, яка народилася в Мексиці (114 років і 152 дні), перевершивши рекорд Соледад Мексії (114 років і 17 днів). На момент своєї смерті вона була сьомою найстарішою нині живою людиною в світі та другою найстарішою людиною у США.

## Життєпис
Домінґа Лоера народилася в Ягуаліці де Ґонсалес Ґалло, Халіско, Мексика, але виросла в Коауїлі. Її батько був шевцем. Домінґа була наймолодшою з п'яти дітей у сім'ї. В 1920-х роках вона зі своєю родиною переїхала до США. Вони втекли від громадянських заворушень наприкінці Мексиканської революції, ставши свідками останньої битви між послідовниками Панчо Вільї та федеральною армією в Сьюдад-Хуаресі, під час переходу кордону із США. Сім'я провела три роки в Ель-Пасо, а пізніше переїхала до Каліфорнії і оселилася в околицях Фрутвейла, Окленд, Каліфорнії.
Домінґа працювала в «Каліфорнійській фруктовій пакувальній компанії», але це була лише сезонна робота, тому вона почала працювати в компанії «Каліфорнія Кенді Компані». У 1928 році одружилася з Сальвадором Веласко Руїсом. У них було двоє дітей — Жозефін і Розмарі.
Веласко полишила роботу, бо не могла працювати через біль, проте під час Другої світової війни вони з чоловіком відкрили ресторан «Чапала» (назва від однойменного озера в Мексиці) в Окленді. Вони продали свій бізнес через три роки і відкрили ще один ресторан — «Енчілада Шоп», який продали через рік і заснували квітковий магазин. Через два роки вони продали магазин і пішли на пенсію. Веласко вже на пенсії почала працювати в іспанській громаді і допомагала у заснуванні «Ради Єдності». Організація працювала, щоб забезпечити краще житло для літніх людей в Окленді.
В 2004 році Домінґу Веласко згадувало видання Окленд Триб'юн, яке повідомляло, що у віці 102 років, «Веласко тепер вважається прабабусею латиноамериканського активізму в Окленді». Як одна з жінок-піонерок Окленду, вона була удостоєна почесної таблички перед міськрадою Окленду.
Коли Домінґу запитали про її ключ до довголіття, вона сказала: «Будьте щасливі».
Домінґа Веласко померла вранці в неділю, 11 жовтня 2015 року у своєму будинку в Лас Посада де Колореш, округ Фрутвейл в Окленді, Каліфорнія у віці 114 років і 152 днів.